# Diadegma cinnabaritor
Diadegma cinnabaritor là một loài tò vò trong họ Ichneumonidae.